# Латишонок Євген Ігорович
Євген Ігорович Латишонок (рос. Евге́ний И́горевич Латышо́нок, нар. 21 червня 1998, Гіагінська, Росія) — російський футболіст, воротар клубу «Балтика».

## Ігрова кар'єра

### Клубна
Євген Латишонок народився в станиці Гіагінська, Адигея і перші кроки у футболі робив у футбольній академії клубу «Краснодар». З 2016 року воротаря почали залучати до тренувань першої команди. разом з тим Латишонок почав свої виступи за другу та третю команди «Краснодара». У сезоні 2017/18 Латишонок став переможцем молодіжної першості Росії.
Влітку 2019 року Латишонок підписав контракт з клубом «Балтика». У сезоні 2022/23 став срібним призером Першої ліги та виборов право на підвищення в класі. 23 липня 2023 року Євген Латишонок дебютував у матчах РПЛ.

### Збірна
У 2014 році Євген латишонок провів одну гру у складі юнацької збірної Росії.

## Досягнення
Краснодар
 Бронзовий призер чемпіонату Росії: 2018/19
Балтика
- Срібний призер Першої ліги: 2022/23

«Зеніт»
- Володар Суперкубка Росії (1): 2024